# A-002
A-002 — друге випробування системи аварійного порятунку в польоті за американською космічною програмою Аполлон.
Для перевірки використовувались: ракета-носій Літтл Джо, масогабаритний макет командного відсіку (BP-23) і система аварійного порятунку на старті.
Випробування мало визначити можливість роботи системи аварійного порятунку і її можливість відвести космічний апарат від ракети-носія під час скасування польоту на швидкості, висоті, з кутом нахилу як під час планованих польотів за найвищого динамічного тиску майже на межі міцності.
Запуск було здійснено 8 грудня 1964 о 15:00 UTC з випробувального полігону Вайт-Сендз в штаті Нью-Мексико зі стартового комплексу 36.
Вмикання системи аварійного порятунку відбулося поза межами запланованого вікна, динамічний тиск був більшим, ніж очікуваний. Випробування закінчилося успішно приземленням макета командного відсіку з розкриттям усіх трьох парашутів.
Ракета-носій була обладнана системою аеродинамічної стабілізації для утримання курсу до відстрілу системи аварійного порятунку. Також в польоті випробувалася система контролю управління для використання у наступній перевірці системи аварійного порятунку.